# ميمون درة (أبهررود)
میمون درة (بالفارسية: میموندره) هي قرية تقع في إيران في قسم أبهررود الریفي. يقدر عدد سكانها بـ 1,028 نسمة .